# Asumpționiști
Asumpționiștii sau Congregația Augustinienilor Asumpționiști (în latină: Congregatio Augustinianorum ab Assumptione, acronim A.A.) sunt un ordin călugăresc catolic. Congregația a fost înființată în anul 1845 în orașul Nîmes din sudul Franței, de preotul Emmanuel d’Alzon. Cuvântul „asumpționist” provine de la numele francez al  al sărbătorii „Adormirea Maicii Domnului”: «L’Assomption». Idealul părintelul Emmanuel d’Alzon a fost acela de a realiza un dialog între catolici și ortodocși. Deviza care animă misiunea asumpționiștilor este simbolizată prin trei litere A.R.T. Adveniat Regnum Tuum, „Vie Împărăția Ta”. 
În acest moment există în România două comunități active ale părinților asumpționiști: Centrul „Sfinții Petru și Andrei” din București și Mănăstirea „Sfântul Augustin” din Mărgineni, Bacău.
Congregația pentru femei, înființată tot de Emmanuel d'Alzon, în 1865, se numește Congregația Surorilor Oblate Asumpționite și este, de asemenea, activă și în România.

## Fondatorul Emmanuel d’Alzon

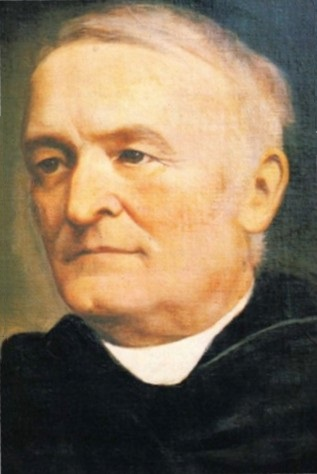
Pr. Emmanuel d'Alzon

Născut în Le Vigan, la 30 august 1810, Emmanuel d'Alzon a primit formația inițială la Seminarul major din Montpellier (1832–1833), pe care l-a completat cu studii la Roma.  D'Alzon a fondat două congregații, una pentru bărbați (asumpționiștii), în 1850, și una pentru femei (oblatele asumpționiste), în 1865. 
Spiritul său misionar cuprindea lumea întreagă, de aceea și papa Pius al IX-lea i-a dat binecuvântarea sa apostolică pentru operele lui misionare din Occident și din Orient. 
Pr. prof. Lucian Dîncă explică contextul decizilor lui Emmanuel d’Alzon astfel: „Din punct de vedere geografic, d’Alzon poate fi definit un om meridional, atât prin caracter cât și prin spirit, iar din punct de vedere ecleziastic, este un om al Bisericii, vicar general al diecezei sale. Contextul politic în care a trăit Emmanuel d’Alzon este cel imediat Revoluției franceze, perioadă a istoriei Franței care începe cu deschiderea Statelor generale în 1789 și se termină cu lovitura de stat dirijată de Napoleon Bonaparte în 1799. Contextul ecleziastic era cel al galicanismului (Biserica Franței, sub influența politică, dorea eliminarea papalității din organizarea sa internă) și ultramontanismului (minoritate a Bisericii franceze care dorea să afirme primația și jurisdicția Papei asupra puterii politice și religiose, un curent antigalican). Acest context, politic și religios, a permis Pr. Emmanuel d’Alzon să se poziționeze în calitate de om al Bisericii, forjându-și deviza: trebuie să merg acolo unde Dumnezeu este amenințat în om iar omul este amenințat ca imagine a lui Dumnezeu. Astfel a început un lucru imens în domeniul apropierii și cunoașterii reciproce a diferitelor confesiuni creștine, în special catolici și protestanți; a fondat școli pentru a contribui la educarea copiilor care nu beneficiau de resurse materiale; a contribuit în mod substanțial la deșteptarea conștiinței Bisericii franceze referitor la pericolele galicanismului, militând în favoarea ultramontanismului.”
Emmanuel d'Alzon a murit la data de 21 noiembrie 1880 la Nîmes și a fost declarat „venerabil” de către papa Ioan Paul al II-lea în decembrie 1991.   

## Principiile asumpționiștilor
Congregația își are originea în Colegiul Adormirii Maicii Domnului, înființat la Nîmes, Franța, în 1843, de către Emmanuel d'Alzon, vicar general al acelei dieceze. Organizați în 1847, membrii au depus jurămintele publice la Crăciunul anului următor. O a doua casă a fost înființată la Paris. Congregația a fost aprobată oficial printr-o scrisoare apostolică din 26 noiembrie 1864. Obiectivele principale ale congregației au fost combaterea spiritului ireligios din Europa și combaterea răspândirii schismei în Estul Europei și Orient. În acest scop, asumpționiștii s-au dedicat învățământului superior, răspândirii adevărului catolic prin intermediul presei, desfășurării de pelerinaje și lucrărilor misionare din Estul Europei și Orient. Pe lângă colegiul de la Nîmes, ei au înființat școli apostolice unde elevii săraci erau educați gratis pentru preoție.  
Regula sfântului Augustin, norma de viață a asumpționiștilor, începe prin cuvintele: „Înainte de toate, trăiți unanim în casă, având un singur suflet orientat spre Dumnezeu”. Indiferent de origine, țară, de limbă, cultură, frații asumpționiști trăiesc împreună, sub același acoperiș, fiind sigur că Dumezeu care îi unește este mai puternic decât tot ceeac e i-ar putea separa. Astfel, diversitatea de vârstă, de mentalitate și gândire devine sursă de bogăție spirituală și de bucurie. 
Piatra unghiulară care unifică întreaga lor existență este rezumată de acest îndemn formulat în Regula lor de viață: să fie prezenți acolo unde Dumnezeu este amenințat în om și omul este amenințat ca imagine în Dumnezeu.
Părintele asumpționist prof. Lucian Dîncă definește principiile congregației astfel: „Principalele axe al misiunii Congregației sunt cele trei triade devenite clasice în limbajul comun al Asumpționiștilor: iubirea față de Cristos, Fecioara Maria și Biserică; activitatea apostolică în domeniul doctrinal, social și ecumenic; identitatea lor, oameni de comuniune, propunând credința, solidari față de cei săraci. Aceste trei triade sunt rezumate în deviza, extrasă din rugăciunea Tatăl nostru, pe care Pr. d’Alzon a dat-o Congregației: Adeveniat Regnum Tuum, Vie Împărăția Ta. Carisma Asumpțiunii în Biserică este aceea de a utiliza toate mijloacele aflate la dispoziția membrilor, intelectuale, umane și spirituale, pentru a face din acestă rugăciune o realitate vie, prezentă în noi și în jurul nostru. Împărăția despre care este vorba este însăși persoana lui Isus Cristos, viu în mijlocul nostru.”

## Asumpționiștii în România
Părintele d’Alzon era convins că poate construi un dialog între catolici și ortodocși și trimite mai mulți călugări la Istanbul pentru această misiune nobilă. Asumpționiștii au avut relații cu românii și și-au dorit să vină în România încă de la începuturile lor. Fiind pasionați de carte și de manuscrise, călugării asumptioniști trimiși la Istanbul au cumpărat și au adunat cele mai importante opere ale tradiției ortodoxe  pe care le-au strâns într-o colecție care avea să devină celebră. În anii 1920 generalul Atatürk preia conducerea Turciei și nu se arată foarte prietenos cu străinii, iar călugării asumptioniști sunt nevoiți să se retragă în alte țări, astfel că ajung și în România, unde vor aduce și colecția lor de cărți și manuscrise celebre. Istoricul român, Nicolae Iorga, aflându-se în foarte bune relatii cu Parinții Asumpționiști de la Constantinopol, i-a invitat sa se instaleze în România, la Bucuresti, unde au deschis Institutul Francez de Studii Bizantine, iar revista lor Echos d'Orient a devenit Revue des etudes byzantines. Asumptionistii erau deja în România, la Blaj si Beius, înca din 1923, unde au sosit la invitatia Monseniorului Traian Valeriu Frentiu, episcopul greco-catolic de Oradea, unde se ocupau cu formarea spirituala si umana a tinerilor.
Din 1923 când s-au stabilit la Blaj, timp de 25 de ani, până la venirea regimului comunist, Asumpționiștii s-au dăruit educării tinerilor, trezirii și susținerii vocațiilor, operelor de caritate, activităților pastorale, pelerinajelor, catehezei, etc. Seminarul „Casa Domnului” a contribuit la formarea mai multor preoți printre care viitori episcopi: nouă preoți pentru dieceză, printre ei și viitorul cardinal Alexandru Todea și cinci călugări Asumpționiști printre care și viitorul episcop Vasile Cristea. Dar mai mult decât aceste cifre, prin exemplul și trăirea lor, Asumpționiștii la Blaj au adus un suflu nou de spiritualitate care i-a determinat pe mulți credincioși să se apropie de Dumnezeu. De asemenea, au fondat traditia pelerinajului la Carbunari, circa 3 kilometri de Blaj, dedicat Sfintei Fecioare Maria.
La Beiuș, stabiliți în 1924 asumpționiștii au înființat un internat pentru 20 de copiii care doreau să se formeze să devină preoți. Această operă va dărui mulți preoți diecezei dar și câțiva Asumpționiști.  Ei au înființat și un seminar mic pentru Biserica Greco Catolică. Seminarul și-a deschis porțile în 1942 cu 18 elevi. Pr. Berinde a fost numit să coordoneze acest proiect ajutat fiind de Pr. Bernard Ștef și Fr. Ban Roman. Însă din cauza războiului după un an de zile seminarul mic s-a închis. La Beiuș s-a lansat și o activitate editorială importantă. Pe data de 7 mai 1928 a apărut primul număr al revistei « Observatorul », revistă socială, culturală și religioasă. Pr. Barral profesor de literatura franceză a început să traducă poeziile lui Eminescu și să le publice. Revista a publicat de asemenea numere jubiliare despre Sfântul Augustin (1930), Sfânta Fecioră Maria (1931), etc. Între timp Pr. Barral a obținut de la episcopie o tipografie pe care a instalat-o la noviciat. În afara revistelor s-au imprimat aici diverse cărți, broșuri, cărți pentru ceremonii. Din seminarul Cristos Rege de la Beiuș au ieșit peste 30 de preoți dintre care 5 Asumpționiști : printre ei Pr. Iuliu Hârtea care va deveni succesorul episcopului Valeriu Traian Frențiu. Iar din internatul Pavelian au mai fost hirotoniți alți 30 de preoți.
La București, Părinții Asumpționiști au sosit în anul 1934, la invitația Monseniorului Vasile Aftenie, episcop greco-catolic, pentru a contribui la formarea umană și spirituală a tinerilor. Au fondat o comunitate, Comunitatea Sfântului Augustin, pe Str. Știrbei Voda, și o comunitate cu două imobile pe Intrarea Christian Tell, la care s-a adaugat al treilea, Institutul francez de studii Bizantine. 

### Perioada de persecuții
Totul a functionat bine la București până în 1947, 21 noiembrie, când comunistii i-au expulzat pe preoții francezi din România, iar frații români au fost dispersați pe întreg teritoriul României, fie în rezidențe forțate, fie în casele părintești. Persecuția religioasă în România a început odată cu instalarea regimului comunist și va ajunge la apogeul său în anul 1948 prin suprimarea Bisericii Greco-Catolice. Pe 28 octombrie Pr. Berinde a fost prins și condamnat la 7 ani de închisoare iar în 1957 a mai fost condamnat la alți 7 ani de închisoare. După câtva timp Asumpționiștii din Blaj au fost dispersați și Casa Domnului a devenit parohie ortodoxă. La aceeași epocă Pr. Leandre a fost arestat și expulzat.
Casa din Beiuș a fost deja lichidată din luna august 1948 când Asumpționiștii au trebuit să cedeze clădirile Statului. Comunitatea a fost dispersată. Preotul Bernard Ștef a fost arestat în satul său natal și condamnat la 5 ani de închisoare și muncă forțată la canalul Dunăre Marea Neagră.
La București Pr. Barral Alype presimțind confiscarea clădirilor le-a oferit Crucii Roșii române, rezervând pentru Asumpționiști subsolul de la casa de pe strada Christian Tell. Biblioteca a fost transferată prin valiza diplomatică în Franța. Până în anul 1950, frații s-au mai putut întâlni la subsolul casei Christian Tell. Dar odată cu expulzarea Pr. Baral și aceste întâlniri se opresc. Pr. Emile Jean s-a întors în Franța. Pr. Leluțiu a fost condamnat la 4 ani de închisoare. Ceilalți frați s-au întors în familiile lor și și-au căutat un serviciu pentru a putea trăi. Singur Pr. Boariu a putut să activeze ca preot romano catolic în Moldova.

### Asumpționiștii din România după 1990
Imediat după schimbările politice din decembrie 1989 și redobândirea libertății religioase, ordinul asumpționist a început să se reorganizeze.
Comunitatea Asumpționistă la Blaj s-a reconstruit după anul 1990. O casă a fost reamenajată după 1994 și binecuvântată solemn de către mitropolitul Lucian Mureșan în noiembrie 1994. Această comunitate s-a închis în 1 octombrie 2012, după moartea ultimului călugăr, Bernard Ștef. Biserica Asupționiștilor din Blaj este folosită ca biserică parohială ortodoxă. Fosta mănăstire asupționistă, aflată pe str. Simion Bărnuțiu nr. 21, este sediul Parohiei Ortodoxe Blaj III.
În octombrie 1991 o comunitate s-a deschis la Mărgineni, județul Bacău, cu părinții Cornie Nelisen, Maurice Laurent și Herve Stephan. Ei au fost pionerii care au pregătit demararea vieții religioase comunitare și o dinamică vocațională. Casa de formare și discernământ pentru tineri a devenit noviciat în 1993. Astăzi, datorită schimbărilor în societatea românească, noviciatul s-a închis. Totuși proiectul vocațional inițial s-a păstrat. De asemenea comunitatea mai are și misiunea să-i ajute să se formeze și să se lanseze în viață pe tinerii adolescenți după vârsta de 14 ani ce provin din orfelinatul Surorilor Oblate Asumpționiste de la Barați (Bacău).
La București s-a reaprins speranța refondării în anul 2006, atunci când a fost restituită clădirea de pe strada Christian Tell. Astfel, după doi ai de lucrările de reamenajare a clădirii a fost redeschisă comunitatea Asumpționistă „Sfinții Petru și Andrei” în septembrie 2010. Proiectul din București cuprinde: 
- O comunitate Asumpționistă ce trăiește viața călugărească după Regula Sfântului Augustin: loc de viață comunitară internațională, în serviciul Bisericii locale.
- Un centru de întâlniri (ecumenice) creștine și de formare : un loc de întâlnire și dezbateri pe teme istorice, patristice și de actualitate, pentru a cunoaște mai bine tradițiile noastre respective și a ne îmbogăți reciproc punând în comun ceea ce ne unește.
- O rezidență interconfesională pentru studenți: un loc de viață comună și de formare umană și spirituală pentru tineri catolici latini și orientali, ortodocși și credincioși din alte confesiuni creștine.
- O bibliotecă universitară: care este un loc de studii, de cercetare academică, și de aprofundare a istoriei, teologiei și spiritualității orientale.

#### Biblioteca Centrului din București
Biblioteca Centrului Asumpționist Sfinții Petru și Andrei este una dintre cele mai speciale din România. Reconstituită în 2010, biblioteca este pecializată pe literatură teologică orientală și patristică, dar și pe spiritualitate deopotrivă catolică și ortodoxă. Ea cuprinde acum peste 25.000 de volume: aproximativ 10 000 de volume din fondul actual provin din filiala de la Atena a Institutului Francez de Studii Bizantine, închisă în 2000. De asemenea, în jur de 2 000 de volume extrem de prețioase au fost donate bibliotecii de către bizantinologii asumpționiști de la Roma, iar alte circa 3 000 de volume sunt primite de la Institutul de Studii Orientale din Nimegue (Olanda), înființat tot de părinții asumpționiști.